# Монтекасино (абатство)
Абатство „Монтекасино“ (на италиански: Montecassino или Monte Cassino) е католическо бенедиктинско абатство в Италия, един от най-значителните духовни центрове през Средновековието.
Намира се на скалистия хълм Монтекасино, висок 516 m, западно от селището Касино в регион Лацио, Централна Италия.

## История
Абатството е основано през 529 г. от Свети Бенедикт Нурсийски (на когото е наречен Бенедиктинският орден) на мястото на римската крепост Municipium Casium, чиито останки лежат в манастирската крипта.
Свети Бенедикт остава в абатството до смъртта си през 547 г. В Монтекасино около 540 г. той написва своя монашески устав „Правила на Свети Бенедикт“ (Regula Benedicti), който става основополагащ документ на западното монашество.
През 542 г. Бенедикт Нурсийски е посетен в манастира от Тотила, крал на остготите. През 580 г. при нашествието на лангобардите манастирът е опустошен, а монасите намират спасение в Рим. Манастирът е възстановен в началото на VIII век. През VIII век в манастира е монах Павел Дякон, известен теолог и историк на лангобардите.
След разцвета на Монтекасино по време на Каролингския Ренесанс, той отново е опустошен от сарацините през 883 г. Впоследствие манастирът многократно е опустошаван и опожаряван по време на различни нашествия. През X век манастирът е завзет от норманите, а през 1230 г. монасите са прогонени от император Фридрих II.
През ХІV век абатството преживява нов разцвет. Монтекасино става собственик на една от най-големите в Западна Европа библиотеки с антична и раннохристиянска литература, към манастира са създадени скрипторий и училище. Известно време в Монтекасино работи Тома Аквински. Трима абати на Монтекасино впоследствие стават римски папи – Стефан IX, Виктор III и Лъв X. Абатството притежава големи поземлени владения и активно поддържа папството в неговата политика за установяване на господство в Европа.
По време на Втората световна война в района на абатството се води една от най-ожесточените битки между нацистките и съюзническите войски. От януари до май 1944 г. тук се водят непрекъснати сражения от италианските войски и англо-американските войски срещу германските войски. Загиват повече от 20 хил. войници и офицери от италианската армия и съюзническите войски. На 20 януари 1944 г. започват първите сражения в които италиански войски атакуват германски части, а след месец тук идват и агло-американците. На 15 февруари 1944 г. по време на въздушни бомбардировки от британската авиация абатството е превърнато в руини. Намиращите се в него културни ценности обаче се предварително евакуирани във Ватикана. На 17 май 1944 г. италианската армия обединена в Италиански освободителен корпус командван от генерал Умберто Утили с мотопехотната дивизия „Леняно“ и паршутната дивизия „Нембо“ пробива германската отбрана в сраженията при Филотрано което позволява на останалите италиански и англо-американски войски да пробият германската линия на отбрана цялостно и на 4 юни 1944 г. да освободят италианската столица Рим от германска окупация, въпреки че боевете за Филотрано между италианските и германските части продължава до юли 1944 г.
Абатството е възстановено изцяло след края на войната от италианското правителство и отново осветено през 1964 г. Днес Монтекасино е действащ бенедиктински манастир със статут на териториално абатство, подчинено на Светия Престол.